# Михаела Комитова
Михаела Комитова е българска кинорежисьорка, художничка, дизайнерка и артистка.

## Биография
Родена е в София на 24 април 1983 година. Завършва „Режисура“ в департамент „Кино, реклама и шоубизнес“ в Нов български университет през 2011 г.
Режисира няколко късометражни филма, сред които „Инфинито“ и „Стаята“. Пълнометражният ѝ игрален дебют „11А“ (2015) е в конкурсната програма на 33-тия фестивал на българския игрален филм „Златна роза“ във Варна през 2015 г.

## Филмография
- „Стаята“ – късометражен (2008 г.)
- „The Perfect“ – късометражен (2008 г.)
- „Инфинито“ – късометражен (2011 г.)